# Konrad von Wirsberg
Konrad von Wirsberg, auch Kunz, Konz oder Cunz, war Hauptmann auf dem Gebirg (1493–1504) in Brandenburg-Kulmbach.
Konrad stammte aus dem fränkischen Adelsgeschlecht von Wirsberg. Er schleifte 1498 in der Guttenberger Fehde des Philipp I. von Guttenberg mit Markgraf Friedrich die Burg Schellenberg. Zusammen mit dem Landschreiber Friedrich Penker arbeitete er zur Bekämpfung des Fehdewesens die Wartordnung von 1498 aus.